# Фізико-органічна хімія
Фізико-органічна хімія, термін, введений Луїсом Хамметтом у 1940 році, відноситься до дисципліни органічної хімії, яка зосереджується на взаємозв'язку між хімічними структурами та реакційною здатністю, зокрема, застосуванні експериментальних інструментів фізичної хімії для вивчення органічних молекул. 

## Загальний опис
Конкретні фокусні точки дослідження включають швидкість органічних реакцій, відносну хімічну стабільність вихідних матеріалів, реакційноздатні проміжні продукти, перехідні стани та продукти хімічних реакцій, а також нековалентні аспекти сольватації та молекулярних взаємодій, які впливають на хімічну реакційну здатність. Такі дослідження забезпечують теоретичні та практичні основи для розуміння того, як зміни в структурі розчину або твердого тіла впливають на механізм реакції та швидкість для кожної цікавої органічної реакції.
Фізико-органічні хіміки використовують теоретичні та експериментальні підходи, щоб зрозуміти ці фундаментальні проблеми органічної хімії, включаючи класичні та статистичні термодинамічні розрахунки, квантово-механічну теорію та обчислювальну хімію, а також експериментальну спектроскопію (наприклад, ЯМР), спектрометрію (наприклад, МС), і кристалографічні підходи. Таким чином, ця галузь має застосування в широкому спектрі більш спеціалізованих галузей, включаючи електро- та фотохімію, полімерну та супрамолекулярну хімію, біоорганічну хімію, ензимологію та хімічну біологію, а також у комерційних підприємствах, пов’язаних із хімією процесів, хімічною інженерією, матеріалознавством і нанотехнології, і фармакологія у відкритті ліків за дизайном.

## Область застосування
Фізична органічна хімія — це дослідження взаємозв’язку між структурою та реакційною здатністю органічних молекул. Зокрема, фізична органічна хімія застосовує експериментальні інструменти фізичної хімії для вивчення структури органічних молекул і забезпечує теоретичну основу, яка інтерпретує, як структура впливає як на механізми, так і на швидкість органічних реакцій. Його можна розглядати як підгалузь, яка поєднує органічну хімію з фізичною хімією.
Фізико-органічні хіміки використовують як експериментальні, так і теоретичні дисципліни, такі як спектроскопія, спектрометрія, кристалографія, обчислювальна хімія та квантова теорія, щоб вивчати як швидкість органічних реакцій, так і відносну хімічну стабільність вихідних матеріалів, перехідних станів і продуктів.  Хіміки в цій галузі працюють над тим, щоб зрозуміти фізичні основи сучасної органічної хімії, і тому фізична органічна хімія має застосування в спеціалізованих галузях, включаючи хімію полімерів, супрамолекулярну хімію, електрохімію та фотохімію.